# Corps du génie de l'armée des États-Unis
Le Corps du génie de l’armée de terre des États-Unis (en anglais United States Army Corps of Engineers ou USACE) est une institution de génie civil et de logistique militaire qui emploie environ 34 600 civils et 650 militaires (hommes et femmes) dépendant du département de la Défense et rattaché à l'armée de terre des États-Unis. Sa devise est « Essayons », en français dans le texte.
Sa mission est de fournir des services tels que la construction de barrages ou d'autres projets d'aménagement.
L'histoire du corps commence en 1775 lorsque le congrès continental autorise le premier chef du génie (chief engineer) en à bâtir des fortifications près de Boston à Bunker Hill. Le corps était alors composé de Français embauchés par le général George Washington. En 1802, le corps se fixa à West Point et devint la première académie militaire des États-Unis.

## Histoire

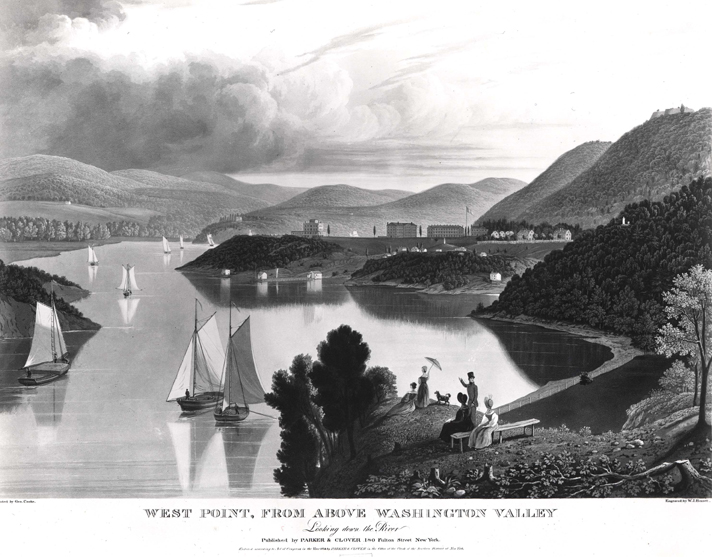
Plan de l'académie militaire de West Point, New York.

L'histoire du United States Army Corps of Engineers remonte à l'ère révolutionnaire. Le 16 juin 1775, le Congrès continental organisa une armée dont l'état-major comprenait un chef du génie et deux assistants. Le colonel Richard Gridley (en) devint le premier chef du génie du général George Washington. L'une de ses premières tâches fut de construire des fortifications près de Boston à Bunker Hill. Le Congrès continental reconnut le besoin de soldats du génie formés aux fortifications militaires et demanda l'aide du gouvernement du roi Louis XVI de France. Beaucoup des premiers soldats du génie de l'armée continentale étaient d'anciens officiers français.
Louis Lebègue Duportail, lieutenant-colonel du Corps royal du génie français, fut secrètement envoyé en Amérique du Nord en mars 1777 pour servir dans l'armée continentale de George Washington. En juillet 1777, il fut nommé colonel et commandant des tous les soldats du génie de l'armée continentale et, le 17 novembre 1777, il fut promu brigadier général. Lorsque le Congrès continental créa un corps du génie distinct en mai 1779, Duportail fut nommé comme son commandant. À la fin de 1781, il dirigea la construction des ouvrages de siège alliés américano-français à la bataille de Yorktown.
Le 26 février 1783, le Corps fut dissous. Il fut rétabli sous la présidence de George Washington .
De 1794 à 1802, le génie fut combiné avec l'artillerie en tant que Early U.S. Artillery formations (en).
Le Corps of Engineers, comme on l'appelle aujourd'hui, fut créé le 16 mars 1802, lorsque le président Thomas Jefferson signa la loi sur l'établissement de la paix militaire, le Military Peace Establishment Act (en), dont le but était :

« organize and establish a Corps of Engineers ... that the said Corps ... shall be stationed at West Point in the State of New York and shall constitute a military academy. »

(« d'organiser et de créer un corps du génie en poste à West Point dans l'État de New York et constituera une académie militaire »). Jusqu'en 1866, le surintendant de l'Académie militaire des États-Unis sera toujours un officier du génie.
Le General Survey Act (en) de 1824 autorisa l'utilisation du génie de l'armée pour étudier les routes et les canaux de la nation en pleine croissance. Cette même année, le Congrès adopta :

« Act to Improve the Navigation of the Ohio and Mississippi Rivers »

une loi pour améliorer la navigation des fleuves Ohio et Mississippi et pour supprimer les bancs de sable sur l'Ohio et les « planters, sawyers, or snags » (les chicots fixés dans le lit de la rivière) sur le Mississippi, pour lesquels le Corps of Engineers fut désigné comme agence responsable.

### Unités autrefois séparées
Autorisé séparément le 4 juillet 1838, le U.S. Army Corps of Topographical Engineers ne comprenait que des officiers et était utilisé pour la cartographie, la conception et la construction de travaux de génie civil fédéraux et d'autres fortifications côtières et routes de navigation. Il fusionna avec le Corps of Engineers le 31 mars 1863, date à laquelle ce dernier assuma également la mission du Lakes Survey District pour les Grands Lacs.
En 1841, le Congrès créa le Lake Survey (en). Le Survey, basé à Detroit, Michigan, était chargé de mener un levé hydrographique des lacs du Nord et du Nord-Ouest et de préparer et publier des cartes marines et d'autres aides à la navigation. Le Lake Survey publia ses premières cartes en 1852.
Au milieu du XIXe siècle, les officiers du Corps of Engineers dirigeaient les districts des phares en tandem avec les officiers de la marine américaine.

### Guerre civile

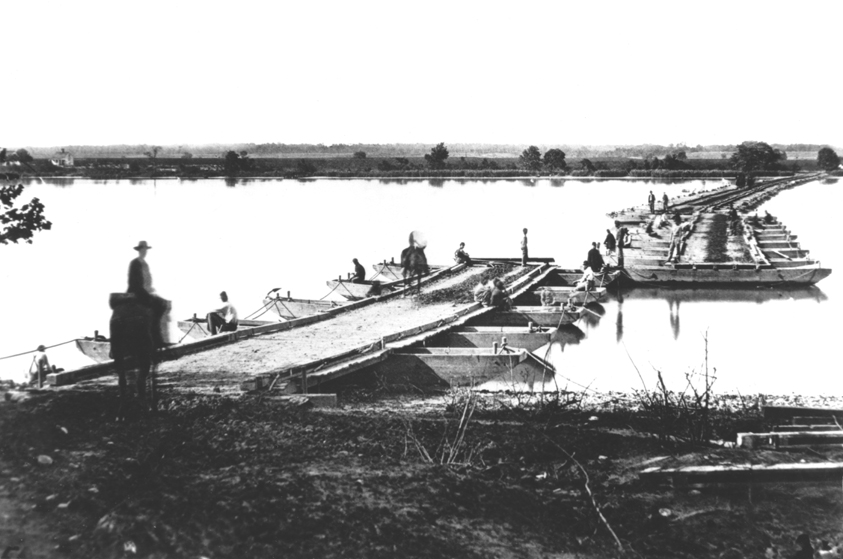
Pont flottant sur la rivière James, Virginie, 1864

L'Army Corps of Engineers joua un rôle important dans la guerre civile américaine. Bon nombre des hommes à la tête de cette organisation étaient des diplômés de West Point. Plusieurs devinrent célèbres et puissants pendant la guerre civile. Quelques exemples incluent les généraux de l'Union Army, George McClellan, Henry Wager Halleck et George Meade ; et les généraux confédérés Robert Lee, Joseph E. Johnston et Pierre Gustave Toutant de Beauregard. La polyvalence des officiers du Army Corps of Engineers contribua au succès de nombreuses missions tout au long de la guerre civile. Ils furent responsables de la construction de ponts flottants et de chemins de fer, des forts et des batteries, de la destruction des lignes d'approvisionnement ennemies (compris les voies ferrées) et de la construction de routes pour le mouvement des troupes et des approvisionnements. Les deux parties reconnurent le travail crucial du génie. Le 6 mars 1861, une fois que le Sud fit sécession de l'Union, sa législature adopta une loi pour créer un Confederate Corps of Engineers.
Le Sud était initialement désavantagé en matière d'expertise en ingénierie ; sur les 65 premiers cadets qui démissionnèrent de West Point pour accepter des postes dans l'armée confédérée, sept seulement furent placés dans le Corps of Engineers. Le Congrès confédéré adopta une loi qui autorisait une compagnie de génie pour chaque division dans le domaine ; en 1865, le CSA avait plus d'officiers du génie servant sur le champ d'action que l'armée de l'Union.
L'un des principaux projets de l'Army Corps of Engineers fut la construction de chemins de fer et de ponts. Les forces de l'Union profitèrent de ces infrastructures confédérées parce que les chemins de fer et les ponts permettaient d'accéder aux ressources et à l'industrie. Le génie confédéré surpassèrent l'armée de l'Union dans la construction de fortifications qui furent utilisées à la fois offensivement et défensivement, ainsi que des tranchées qui les rendirent plus difficiles à pénétrer. Cette méthode de construction de tranchées était connue sous le nom de motif en zigzag.

### XXesiècle

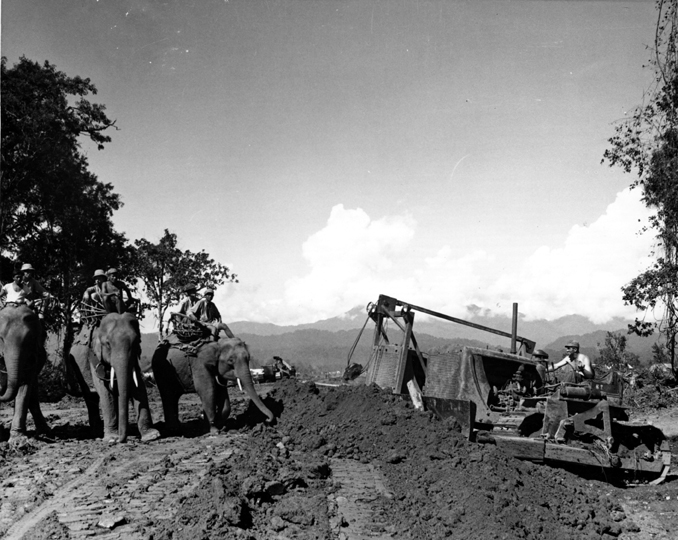
Un bulldozer exploité par le Sgt. CG McCutcheon du 1304e bataillon de construction du génie sur la route de Ledo, Birmanie, 1944.

Dès le début, de nombreux politiciens voulaient que le Corps of Engineers contribue à la fois à la construction militaire et aux travaux de génie civil. Assigné la mission de construction militaire le 1er décembre 1941, après que le Quartermaster Department se fut battu avec la mission en expansion, le Corps construisit des installations au pays et à l'étranger pour soutenir l'armée américaine et l'armée de l'air. Pendant la Seconde Guerre mondiale, le programme USACE s'étendit à plus de 27 000 projets militaires et industriels pour un montant de 15,3 milliards de dollars d'efforts de mobilisation. Les usines d'aéronefs, d'assemblage de chars et de munitions étaient incluses, ainsi que des camps pour 5,3 millions de soldats, des dépôts, ports et hôpitaux, et la construction rapide de projets phares tels que le projet Manhattan dans le désert de Los Alamos et le Pentagone, le quartier général du département de la Défense de l'autre côté du Potomac depuis Washington.
Dans les projets civils, le Corps of Engineers devint le principal organisme fédéral de la navigation et de contrôle des inondations et, le Congrès ayant considérablement élargi ses activités de génie civil, un fournisseur majeur d'énergie hydroélectrique et le principal fournisseur de loisirs[pas clair] du pays. Son rôle dans la réponse aux catastrophes naturelles augmenta également de façon spectaculaire, en particulier à la suite des crues dévastatrices du Mississippi en 1927. À la fin des années 1960, l'organisme devint un organisme de premier plan pour la préservation et la restauration de l'environnement[réf. nécessaire].
En 1944, des soldats du génie spécialement formés furent chargés de faire sauter des obstacles sous-marins et de nettoyer les ports défendus lors de l'invasion de la Normandie,. Pendant la Seconde Guerre mondiale, le Army Corps of Engineers dans le théâtre d'opérations européen fut responsable de la construction de nombreux ponts, compris le premier et plus long pont tactique flottant sur le Rhin à Remagen, et la construction ou l'entretien des routes vitales pour l'avance alliée à travers l'Europe et jusqu'au cœur de l'Allemagne. Dans le théâtre du Pacifique, les «Pioneer troops» furent formées, une unité sélectionnée sur le volet de militaires du génie de combat de l'armée formés à la guerre dans la jungle, au combat au couteau et aux techniques de ju-jitsu non armé (combat au corps à corps). Travaillant en tenue de camouflage, les Pioneers ont dégagé la jungle, préparé des itinéraires d'avance et établi des têtes de pont pour l'infanterie, ainsi que la démolition des installations ennemies.
Cinq généraux commandants (chefs d'état-major après la réorganisation de 1903) de l'armée des États-Unis ont occupé des commissions du génie au début de leur carrière. Tous ont été transférés dans d'autres branches avant d'être promus à la première position. C'étaient Alexander Macomb, George B. McClellan, Henry W. Halleck, Douglas MacArthur et Maxwell D. Taylor.

### Dates et projets notables

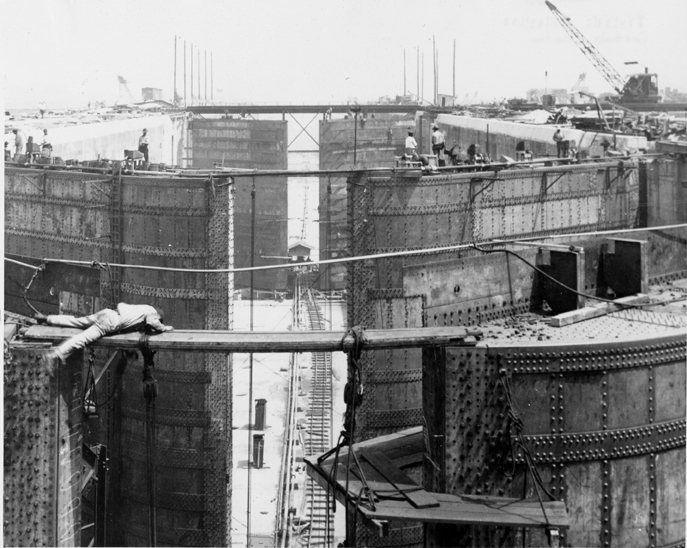
Construction de l'écluse de Gatun, canal de Panama, 12 mars 1912

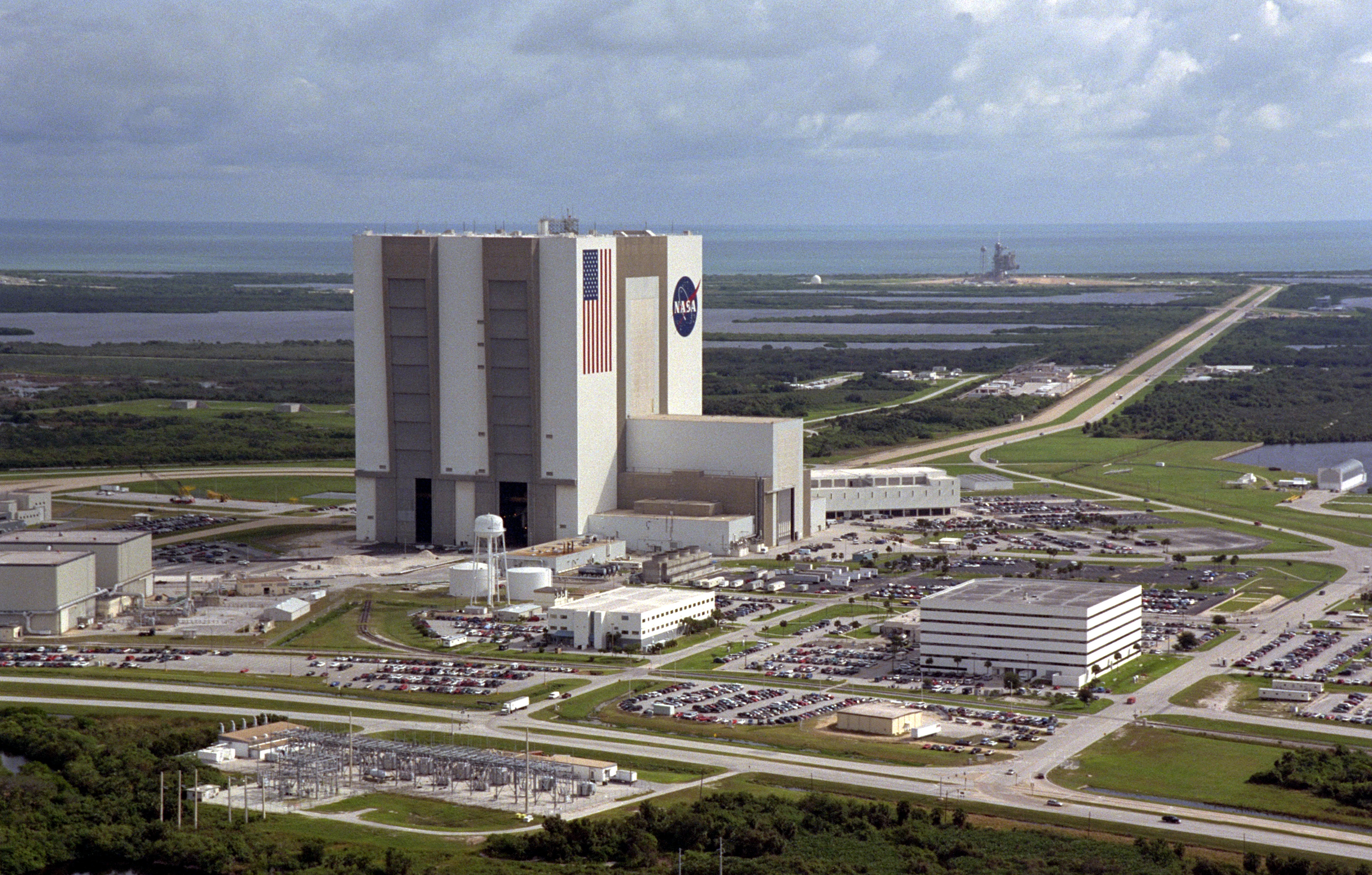
Centre spatial Kennedy

- Le General Survey Act (en) de 1824 autorisa l'utilisation du génie de l'armée pour arpenter les routes et les canaux. Le mois suivant, une loi visant à améliorer la navigation sur les fleuves Ohio et Mississippi lança la mission permanente de construction de travaux de génie civil du Corps of Engineers. Bien que la loi de 1824 visant à améliorer les rivières du Mississippi et de l'Ohio soit souvent appelée la première Rivers and Harbors Act loi sur les rivières et les ports, la loi adoptée en 1826 fut la première à combiner les autorisations pour les études d'ensemble et les projets, établissant ainsi un modèle qui continue jusqu'à nos jours.
- Arpentage et construction de la route nationale jusqu'au retrait des fonds fédéraux (1838)
- Le Washington Monument, achevé sous la direction et le commandement du lieutenant-colonel Thomas Lincoln Casey, 1884
- Canal de Panama, achevé sous la supervision d'officiers de l'Army Engineer, 1914
- Le Flood Control Act of 1936 (en) fit de la lutte contre les inondations une politique fédérale et a officiellement reconnut le Corps of Engineers comme la principale agence fédérale de lutte contre les inondations
- Barrage de Bonneville, achevé en 1937
- Flood Control Act of 1941 (en), qui canalisa la Los Angeles et certaines parties de la Santa Ana.
- L'USACE reprit toutes les acquisitions immobilières, la construction et l'entretien des installations de l'armée, 1941
- Projet Manhattan (1942–1946) [12]
- Planification et construction du Pentagone, achevées en 1943 à peine 16 mois après la révolution [13].
- Plan complet de restauration des Everglades, autorisé pour la première fois par le congrès en 1948.
- L'USACE commença le soutien à la construction de la NASA menant à des activités majeures au Manned Spacecraft Center et au centre spatial Kennedy, 1961.
- King Khalid Military City (en) 1973–1987[14].
- La Water Resources Development Act of 1986 (en) (WRDA 86)  apporta un changement majeur dans le financement en exigeant des contributions non fédérales pour la plupart des projets fédéraux de ressources en eau
- Cross-Florida Barge Canal
- Water Resources Development Act of 1986 (en). Voie navigable Tennessee-Tombigbee

Des catastrophes civiles occasionnelles, y compris la grande inondation du Mississippi de 1927, ont entraîné de plus grandes responsabilités pour le Corps of Engineers. Les conséquences de l'ouragan Katrina à la Nouvelle-Orléans en sont un autre exemple.

## Devise et blason

Sceau officiel du Corps du génie de l'armée des États-Unis.

La devise en français (« Essayons ») est d'origine énigmatique. Elle ne peut pas être attribuée de façon certaine aux nombreux officiers français qui ont formé le tout premier Corps du génie de l'armée américaine, parce que les archives de cette époque ont brûlé en 1838. La devise est toutefois attestée dès 1802, date de l'installation du Corps à West Point ; elle a donc pu être définie avant. Son usage est apparent sur les cartouches des cartes dessinées en 1806 et 1807 par Alexander Macomb, alors jeune officier du Corps, qui travaillait sous les ordres du colonel Jonathan Williams, alors commandant du Corps du génie. Présente sur diverses pièces d'uniforme depuis 1814, la devise « essayons » figure deux fois sur le sceau officiel du Corps, adopté définitivement en 1897 (une fois sous le blason, et une deuxième fois dans les serres de l'aigle dans le premier quadrant du blason). Il est donc possible que le choix de la devise du Corps du génie ait été fait par Williams ou Macomb. Ce choix est explicable par le fait qu'il était courant à l'époque d'adopter une devise en latin ou en langue étrangère, et que les deux officiers commandant le génie américain parlaient un excellent français : Williams avait vécu plusieurs années en France, et la mère de Macomb, née Catherine Navarre, était française, fille de Robert de Navarre, notaire royal et subdélégué du roi de France de l'établissement de Détroit (français depuis sa fondation en 1701 jusqu'en 1760).
La silhouette du blason du corps est inspirée de la tour Chaussée de Verdun. Elle fait son apparition en 1839 sur les insignes des élèves officiers du génie de West Point selon les décisions des généraux Delafield (alors colonel) et Totten.

## Centres de recherche
- United States Army Engineer Research and Development Laboratory

## Quelques exemples de réalisation
- Structure de régulation des eaux d'Old River sur le Mississippi, terminé en 1963 ; le Corps du génie a une division spécifique consacrée au Mississippi, la Mississippi Valley Division, chargée notamment de l'aménagement du fleuve ;
- Cross-Florida Barge Canal, voie navigable partiellement construite, abandonnée pour des raisons environnementales ;
- U.S. Route 41 ;
- Camp Century, installation militaire souterraine au Groenland construite à la fin des années 1950 ;
- Développement du logiciel Hydrologic Engineering Centers River Analysis System (HEC-RAS), achevé en 1995, et désormais largement utilisé dans le monde.

## Recherche
Le USACE compte deux organismes de recherche, le Centre de Recherche et de Développement Ingénierie (Engineer Research and Development Center - ERDC) et le Centre géospatial de l'Armée (Army Geospatial Center - AGC).
Le ERDC fournit des services en science, en technologie et des expertises en génie et sciences de l'environnement pour soutenir des clients militaires et civils. Les services proposés par le ERDC comprennent :
- Systèmes de sécurité des barrages
- Système d'analyse de cartographie et de topographie
- Conception, construction, opérations et maintenance des infrastructures
- Ingénierie structurelle
- Science et génie des régions froides
- Ingénierie côtière et hydraulique, avec des produits tels que HEC-RAS
- Système de simulation hydrologique - Hydrologic Modeling System (HEC-HMS)
- Qualité de l'environnement, y compris chimie toxique des boues et d'autres résidus de drague
- Ingénierie géotechnique
- Ingénierie sismique
- Technologie informatique et de haute performance.

L'AGC coordonne et synchronise les projets et les normes d'information géospatiale de l'armée américaine, fournit un soutien et développe des produits géospatiaux pour les combattants.